# Империя травы
«Империя травы» (англ. Empire of Grass) — фэнтезийный роман американского писателя Тэда Уильямса, впервые опубликованный в 2019 году. Вторая часть трилогии «Последний король Светлого Арда», продолжающей трилогию «Память, Скорбь и Тёрн». Действие книги происходит на вымышленном континенте Светлый Ард, напоминающем средневековую Европу.
Рецензент «Мира фантастики» охарактеризовал «Империю травы» как «эталон фэнтезийной эпопеи», высоко оценив умения писателя сплетать в клубок разные сюжетные линии.
Продолжением «Империи травы» стал роман «Дети навигатора».